# Station Bartąg
Station Bartąg is een spoorwegstation in de Poolse plaats Bartąg.